# Miroslav Bertoša
Miroslav Bertoša (Beograd, 17. svibnja 1938. – Pula, 24. kolovoza 2023.), hrvatski povjesničar, enciklopedist, urednik, kolumnist i polemičar, javni djelatnik i diplomat.

## Životopis
Rođen je u obitelji istarskog emigranta, agronoma Ivana Bertoše, posljednjeg maturanta stare Hrvatske gimnazije u Pazinu. Od kasne jeseni 1947. stalno je nastanjen u Puli, gdje je završio osnovnu školu i osam razreda hrvatske gimnazije. Diplomirao je povijest s književnošću na Pedagoškoj akademiji u Puli (1963.), a 1966. povijest na Filozofskom fakultetu u Zagrebu. Na tom je fakultetu 1981. obranio doktorsku disertaciju pod naslovom "Gospodarske i društvene prilike u mletačkom dijelu Istre u doba kolonizacije XVI. i XVII. stoljeća”. Te je godine na temelju dotadašnjih radova promaknut u zvanje znanstvenoga suradnika u riječkome Zavodu za povijesne i društvene znanosti tadašnje Jugoslavenske akademije znanosti i umjetnosti, odnosno u pulskoj Područnoj jedinici Zavoda.
Već 1954. počinje objavljivati prozne i esejističke priloge, osvrte i bilješke u srednjoškolskim časopisima u Zagrebu i Puli. Poslije 1963. bavi se isključivo povijesnom problematikom i surađuje u znanstvenim i stručnim edicijama. Glavno područje njegovoga znanstvenog interesa obuhvaća istraživanje gospodarskih, društvenih, etničkih, migracijskih, kolonizacijskih i kulturno-antropoloških pojava u Istri (posebice u njezinome mletačkom dijelu) od konca 15. do konca 18. stoljeća, te proučavanje i kritično vrednovanje istarske historiografske baštine. Bavi se i demografskom poviješću, a posebnu pozornost posvećuje kretanjima u europskoj povijesnoj znanosti, napose avangardnim nastojanjima francuske "škole Annales". U dva navrata (1985. i 1989.) boravio je na višemjesečnim specijalističkim tečajevima na École des hautes études en sciences sociales u Parizu, te, 1992., u okviru međunarodne razmjene znanstvenika, i u Istituto di Storia della Società e dello Stato veneziano i Istituto "Venezia e l'Oriente" mletačke Fondazione Giorgio Cini. U tom je razdoblju nastupao na mnogim znanstvenim skupovima u zemlji i inozemstvu. Istraživao je fondove mnogih domaćih i inozemnih arhiva. Bio je član Société de Demographie historique u Parizu, Società italiana di demografia storica (Bologna-Firenze), Povijesnog društva Istre, itd. Njegovi znanstveni radovi o Istri i sjevernojadranskome akvatoriju zapaženi su i u svijetu, napose u susjednoj Italiji, pa su gotovo izravno uneseni i u poglavlja o Istri u sintezu mletačke povijesti (usp. G. Cozzi - M. Knapton - G. Scarabello, La Repubblica di Venezia nell'età moderna: dal 1517 alla fine della Repubblica) u izdanju nakladničke kuće Utet (Torino, 1992.).
Jedno od njegovih najzapaženijih ostvarenja je knjiga “Istra: Doba Venecije (XVI.-XVIII. stoljeće)”. Sastavljena od niza problemski obrađenih i kronološki poredanih tema istarskih prijelomnih stoljeća, ona opisuje ratove, epidemije, gladne godine, demografske oscilacije, migracijska strujanja, promjene etničke strukture, analizira propadanje i uspon gospodarstva, postupno uobličavanje dva kulturna kruga, ukazuje na marginalce i svijet subalterne kulture − prognanike, zlikovce, vještice. Svraća pozornost na “mentalne” odrednice istarskoga bića. Temeljeći ovo djelo na modernoj metodologiji, posebice onoj  francuske “škole Annales” i “novije povijesti”, Bertoša originalno i s puno inovacijskih modela, ranije nepoznatih u hrvatskoj historiografiji, prati istarske strukture i njihove preobrazbe od konca XV. do konca XVIII. stoljeća.
Godine 1986. izabran je u zvanje znanstvenoga savjetnika, a 1993., osim što je nastavio znanstvenoistraživački rad u Zavodu za povijesne i društvene znanosti Hrvatske akademije znanosti i umjetnosti, postaje i redovitim profesorom Pedagoškoga (danas Filozofskog) fakulteta u Puli. Za znanstvenog je savjetnika potvrđen 15. prosinca 1999. čime je to zvanje trajno zadržao. Godine 1990. izabran je za Akademijina člana suradnika. Njegova biografija s popisom radova te je godine objelodanjena u Ljetopisu, knj. 94 (str. 483-491). Pulski časopis za kulturu, književnost i društvena pitanja “Istra” posvetio mu je opsežan tematski blok (1986., br. 5).
Predavao je Metodiku nastave povijesti i Povijest naroda Jugoslavije na pulskoj Pedagoškoj akademiji do rujna 1969., u stalnom radnom odnosu, odnosno kao honorarni predavač do ukidanja grupe 1971. Od rujna 1969. radi u tadašnjem Sjeverojadranskom institutu JAZU (sada: Zavod za povijesne i društvene znanosti HAZU u Rijeci - Područna jedinica u Puli). Od 1993. do 1995. honorarno je zaposlen na studiju Razredne nastave na Pedagoškom fakultetu u Puli. Od 1994. na novootvorenom studiju Povijesti na istom Fakultetu predaje Uvod u znanost o povijesti. Od 1994. do 1996. predavao je Hrvatsku povijest XVI.-XVIII. stoljeća, a od 1995. do 2000. i Svjetsku povijest od XVI. stoljeća do 1870., što ponovno preuzima 2003. Od 1. svibnja 2003. zaposlen je s punim radnim vremenom na Filozofskom fakultetu u Puli. Nakon ustroja Sveučilišta Jurja Dobrile u Puli (2006.) je, sukladno bolonjskoj reformi i ECTS-sustavu, nastavio predavati povijesnu grupu predmeta na Odjelu za humanističke znanosti. Prijašnji kolegij Uvod u znanost o povijesti, god. 2005. po novoj je nastavnoj shemi podijeljen na dva predmeta: Metodologiju znanstvenoga rada i Historiografiju. Od 2007. umjesto Svjetske povijesti od XVI. st. do 1870. predaje kolegije: Migracije (XVI.-XVIII. st.) – Istra, Jadran, Sredozemlje i Svakodnevica Europe: stanovanje, prehrana i odijevanje (XVI.-XVIII. st.). U više je navrata bio mentor pri izradi diplomskih, magistarskih i doktorskih radova, te član povjerenstava za njihovu obranu.
Predavao je i na drugim fakultetima i sveučilištima. Između 2001. i 2004. predaje na Poslijediplomskome znanstvenom magistarskom i doktorskom studiju iz informacijskih znanosti na Filozofskom fakultetu u Zadru (cikluse predavanja u okviru modula: Kultura življenja i povijest svakodnevice; Čitanje i iščitavanje arhiva: doživljaji poruka; U znaku prijetnje: Statuimus et ordinamus quod…). Na Hrvatskim studijima Sveučilišta u Zagrebu predaje Metodologiju znanstvenoga rada (od 2003.), Hrvatsku historiografiju XIX. i XX. stoljeća (od 2005.), Teoriju povijesti (na doktorskome studiju, od 2005.), te izborni kolegij Zapadna granica hrvatskog etnosa (Istra i sjeverni Jadran od VI. do danas). Na Odsjeku za povijest Filozofskoga fakulteta u Rijeci predavao je  (2004. i 2005.) Svjetsku povijest srednjega vijeka, a nakon uvođenja ECTS sustava (od 2006.) nositelj je predmeta Svijet Sredozemlja od V. do XVI. st. i Povijest srednje i jugoistočne Europe od XVI. do XVIII. stoljeća. Na doktorskome studiju Povijest stanovništva na Sveučilišta u Dubrovniku predaje dva kolegija: Povijesna demografija u Francuskoj i Povijest stanovništva Mediterana.
Bio je urednik kulturne rubrike “Studentskog lista” Sveučilišta u Zagrebu (1958. – 1960.), član uredništva časopisa “Prisutnosti” (Zagreb), zatim član uredništva časopisa “Istra” (Pula) i član Uredničkog vijeća antologijskoga niza Čakavskog sabora “Istra kroz stoljeća”. U suuredništvu s dr. sc. Robertom Matijašićem uredio je i napisao mnoge natuknice za “Istarsku enciklopediju” u izdanju Leksikografskog zavoda Miroslav Krleža (Zagreb, 2005.).
Od prvih dana samostalne Republike Hrvatske svoju je znanstvenu, kulturnu i političku djelatnost nastojao proširiti ne samo u istarskom već i u cijelome hrvatskome prostoru. Osobito je to došlo do izražaja kada je postao i honorarnim voditeljem pulskoga Centra Instituta društvenih znanosti Ivo Pilar iz Zagreba i glavnim istraživačem znanstvenoga projekta Istarski Hrvati: između potisnutog identiteta i usporene integracije. Između 1993. i 1999. u dva je mandata bio jedan od trojice dopredsjednika Hrvatskoga nacionalnoga komiteta za povijest, a od 1994. do 1998. i član Nacionalnoga vijeća za visoku naobrazbu pri Ministarstvu znanosti i tehnologije. Tri je puta (1993. – 1999. te od 2001.) bio članom Matičnoga povjerenstva za područje humanističkih znanosti - polje povijesti, etnologije, antropologije i arheologije. Godine 1994. – 1996. bio je članom Hrvatskog odbora UNESCO-a. Godine 1998. – 1999. djelovao je kao član predsjedništva Hrvatskog odbora za povijesne znanosti koji je radio na organiziranju Prvoga kongresa hrvatskih povjesničara. Bio je član Znanstvenog odbora Drugoga kongresa hrvatskih povjesničara (Hrvatska i Europa kroz povijesne integracije; Pula, 29. rujna do 3. listopada 2004.). Od 2007. voditelj je projekta Elitne i marginalne skupine u Istri od XVI. do XVIII. stoljeća, koji financira Ministarstvo znanosti, obrazovanja i športa Republike Hrvatske.
Ukazom Predsjednika Republike 28. ožujka 1995. imenovan je prvim generalnim konzulom Republike Hrvatske u Trstu za područje Furlanije-Julijske Venecije, Veneta i Trentina-Alto Adigea i na toj dužnosti ostao do 1. prosinca 1998.
Nakon gotovo četiri godine provedene u diplomaciji, u veljači 1999., imenovan je upraviteljem Zavoda za povijesne i društvene znanosti HAZU u Rijeci (s Područnom jedinicom u Puli). Na toj je dužnosti ostao do svibnja 2003., kada prelazi na Odsjek za povijest Filozofskoga fakulteta u Puli. Djelovao je u uredništvima Akademijinih znanstvenih edicija: "Problemi sjevernoga Jadrana" (glavni urednik) i "Starine" (član uredništva).
Osim znanstvenim radom bavio se i publicistikom, pa je od 1991. do konca studenoga 2002. u redovitoj novinskoj kolumni Glasa Istre pod naslovom “Domišljanje Istre: između povijesnog i fikcijskog” objavio 588 nastavaka eseja u kojima se prožimaju povijest, kultura i politika.
Sahranjen je na groblju Moj mir u Pazinu.

## Nagrade i priznanja
- Nagrada “Mate Balota /Mijo Mirković” (1969.),
- Nagrada “Istaknuti kulturni radnik grada Pule” (1990.),
- Državna nagrada za znanstveni rad “Bartol Kašić” (1994.),
- Godine 1997. odlukom predsjednika Republike odlikovan Redom hrvatskog trolista i Spomenicom domovinske zahvalnosti
- Godine 2006. primio je Nagradu Grada Pule za doprinos unaprjeđivanju znanosti u domeni povijesti.

## Vanjske poveznice
Mrežna mjesta
- Bertoša Miroslav, www.info.hazu.hr, životopis i bibliografija
- Bertoša, Miroslav, Hrvatski biografski leksikon